# Ведомости Одесского городского общественного управления
«Ведомости Одесского городского общественного управления» — газета, выходившая в Одессе в 1865—1878 и в 1880 годах.

## История
Ведомости Одесского городского общественного управления выходили в Одессе в 1865—1878 и в 1880 годах.
С 1865 года газета выпускалась 3 раза в неделю, с 1869 — 2 раза в неделю.